# Telma Regina Cordeiro Corrêa
Telma Regina Cordeiro Corrêa (Rio de Janeiro, 23 de julho de 1947 – Xambioá, janeiro de 1974 ou 7 de setembro de 1974) foi uma estudante e militante do PCdoB, durante a ditadura militar brasileira. Várias são as versões sobre sua morte e desaparecimento, mas acreditam que tenha ocorrido na região do Araguaia, onde tinha sido transferida juntamente com o marido. As circunstâncias de seu desaparecimento foram objeto de investigação da Comissão Nacional da Verdade.

## Biografia
Telma Regina nasceu no Rio de Janeiro no dia 23 de julho de 1947. Era filha de Celeste de Almeida Cordeiro e Luiz Durval Cordeiro. Casada com Elmo Corrêa, tinha também uma cunhada, Maria Célia Corrêa.
Foi estudante da Universidade Federal Fluminense (UFF), em Niterói, onde cursava Geografia. Foi expulsa em 1968 de acordo com o Decreto – Lei 477, por conta da sua militância nos movimentos estudantis.
Militante do PCdoB, foi deslocada para a região do Araguaia em 1971, juntamente com seu marido. Foram morar as margens do rio Gameleira, onde integraram o Destacamento B das Forças Guerrilheiras do Araguaia. Lá era conhecida como Lia e seu marido como Lourival.

## Prisão e desaparecimento
Telma Regina Cordeiro Correa teria sido presa em São Geraldo do Araguaia, e entregue a José Olímpio, engenheiro do DNER que trabalhava para o Exército. Passou a noite amarrada no barco desse funcionário, que a entregou aos militares em Xambioá.
Essa versão é de acordo com depoimentos colhidos pelo advogado paraense e representante da OAB, Paulo Fontelles junto à caravana de familiares na região, em 1981. Paulo também foi um ex-preso político, dirigente estadual do PCdoB e assassinado em 1987 por sua militância na denúncia dos crimes praticados por latifundiários no sul do Pará.
Já de acordo com o jornalista Hugo Studart, camponeses teriam dito que Telma teria sido presa pelo agente José Olímpio. Segundo militares, ela teria morrido de sede e fome, em janeiro de 1974. Após escapar do Chafurdo de Natal e dos cercos posteriores, Lia, como era chamada, teria ido para o oeste, perdendo-se numa região rochosa, sem água ou comida. Seu corpo teria sido encontrado pelos militares meses depois. Junto dele, haveria um diário, onde teria registros de que estava passando fome e sede, mas de que não poderia morrer, pois ainda tinha muita coisa a passar para os outros guerrilheiros para que pudessem continuar a causa.
No dia 23/06/2007, foi publicada uma matéria no Jornal Correio Braziliense pelo jornalista Leonel Rocha que continha o depoimento de um dos recrutas do Exército que serviram na área durante a repressão à guerrilha. Raimundo Antônio Pereira de Melo, formado em 1974 no 52º Batalhão de Infantaria de Selva, hoje com 53 anos, conta uma história completamente diferente para o desaparecimento de Telma.
Ele afirma que o capitão Pedro Correia Cabral, da Aeronáutica, é o verdadeiro culpado pelo desaparecimento. Nessa matéria, Leonel Rocha apresenta como data do desaparecimento 7 de setembro: 
“Melo recorda-se da tarde do 7 de setembro de 1974. Ele estava de guarda junto com dois colegas, Raimundo Lopes de Souza e Raimundo Almeida dos Santos, quando chegou à base do Exército, em Xambioá, a guerrilheira Lia. Era o codinome de Telma Regina Cordeiro Corrêa. Eles vigiaram a militante do PCdoB durante toda a noite. Melo relembra que ela só bebeu água antes de dormir. No dia seguinte pela manhã e armados com fuzil FAL, Melo e os colegas levaram Lia algemada e encapuzada para embarcar em um helicóptero. A prisioneira foi entregue viva ao então capitão Cabral. O antigo soldado anotou a numeração do fuzil que usava no dia (106361) e a identificação do helicóptero (VH 1H) que transportou a guerrilheira. Ele temia que um dia pudesse ser acusado de alguma irregularidade por ter sido o carcereiro de Lia. O ex-recruta conta que o capitão Cabral recebeu Lia presa, levantou voo e retornou com o helicóptero vazio à base de Xambioá apenas 20 minutos depois. Segundo Melo, o oficial disse, na ocasião, que tinha levado a mulher para Brasília, a cerca de mil quilômetros de distância. ‘Entregamos a presa viva ao oficial. Ele é quem tem de dar conta do corpo até hoje desaparecido’, diz Melo. Segundo informações das Forças Armadas, Lia teria sido morta em combate em janeiro de 1974, oito meses antes de Melo tê-la vigiado e entregue ao oficial Cabral. ‘Estamos dispostos a testemunhar que entregamos a guerrilheira viva ao capitão’, promete Melo”.
Em 1974, a revista IstoÉ publicou matéria de Leandro Loyola que aponta a data de setembro para o desaparecimento, a partir da mesma fonte: 
“Quatro meses depois, no final da tarde de 7 de setembro, chegou Lia. Estudante de Geografia, ela estava na luta havia três anos com o marido, Elmo Corrêa, estudante de Medicina. Já viúva, Lia foi presa junto com a guerrilheira Dinalva Oliveira Teixeira, a Dina, em São Geraldo, às margens do Rio Araguaia. Lia desceu do helicóptero encapuzada. Foi amarrada em um pau atrás da casa de comando da base. À meia-noite, depois do interrogatório dos oficiais, o soldado Raimundo Pereira foi chamado para montar guarda. ‘Ela chorava muito’, conta ele. Até as 4 horas da manhã, Lia só conseguiu cochilar um pouco. Pediu água, contou que era estudante e disse ser solteira. Depois suplicou para Raimundo amarrá-la sentada. Dormiu com a cabeça para trás. Na manhã do dia 8 foi encapuzada de novo e escoltada por dois soldados até a pista de pouso, onde entrou em um helicóptero. Meia hora depois o helicóptero voltou. Sem ela”.

### Investigação
No relatório apresentado pelo Ministério da Marinha, em 1993, ao ministro da Justiça Maurício Corrêa, a data registrada para a morte de Telma, no entanto, é janeiro de 1974.
Telma Regina Cordeiro Corrêa é considerada desaparecida política por não terem sido entregues os restos mortais aos seus familiares, o que não permitiu o seu sepultamento até os dias de hoje. Conforme o exposto na Sentença da Corte Interamericana no caso Gomes Lund e outros, “o ato de desaparecimento e sua execução se iniciam com a privação da liberdade da pessoa e a subsequente falta de informação sobre seu destino, e permanece enquanto não se conheça o paradeiro da pessoa desaparecida e se determine com certeza sua identidade”, sendo que o Estado “tem o dever de investigar e, eventualmente, punir os responsáveis”. Assim, recomenda-se a continuidade das investigações sobre as circunstâncias do caso de Telma Regina Cordeiro Corrêa, localização de seus restos mortais, retificação da certidão de óbito, identificação e responsabilização dos demais agentes envolvidos no caso, conforme sentença da Corte Interamericana de Direitos Humanos que obriga o Estado Brasileiro “a investigar os fatos, julgar e, se for o caso, punir os responsáveis e de determinar o paradeiro das vítimas”.

## Homenagens
A memória de Telma Regina Cordeiro Corrêa foi homenageada em uma rua na cidade de Campinas que porta seu nome.